# フェーンチャン ぼくの恋人
『フェーンチャン ぼくの恋人』（フェーンチャン ぼくのこいびと、原題：แฟนฉัน）は、小学生の初恋の思い出を描いたタイ映画。監督は365フィルムグループ、2003年10月3日にタイで公開され、2003年のタイの興行収入第1位を記録した。総興行収入は157百万タイバーツ。

## キャスト
- チャーリー・タライラット:ジアップ
- チャイン・チットソムブーン:ジアップ（青年期）
- フォーカス・ジーラグン:ノイナー
- ウォンサゴーン・ラッサミタット:ジアップの父
- アヌサラー・ジャンタランシー:ジアップの母
- プリーチャー・チャナパイ:ノイナーの父
- ニパーワン・タウィーポーンサワン:ノイナーの母
- チャルームポン・ティカマポーンティラウォン:ジャック
- タナー・ウィッチャヤースラナン:プリック
- アンヤーリット・ピタグン:ボーイ
- アピチャーン・ジャルームチャイヌウォン:ディー
- ヨック・ティーラニッタヤーターン:マノート
- ハッタヤー・ラッタナーノン:ジュック
- スワリー・ウォーンシン:ギムティエン
- マッタナー・ジャイイェン:オーレー
- パーヌッチャナート・シーハアムパイ:ンゴ

## あらすじ
バンコクで働いているジアップは、幼なじみの親友だったノイナーが結婚するという手紙を受け取る。結婚式に出席するために、実家に運転して帰ってくる間、かつての雰囲気の中に浸ったジアップは、過去の出来事を思い出し始める。
ジアップとノイナーはタイの小さな町で暮らしていた。お互いの父親は別々の床屋を営業しており、その2軒はほぼ隣同士、間にある菓子屋だけが2軒を隔てていた。ジアップの父は効率化を好み、電気式のトリマーを使っていた。いっぽうノイナーの父は瞑想的で芸術的なアプローチを取るタイプで、ハサミを駆使していた。ただジアップにはどちらのやり方も結局は同じに見えるのだった。
学校休みが終わった。ジアップは寝坊するクセがあり、そのせいで毎日スクールバスに乗り遅れ、父のオートバイで追いかけてもらっていた。ショートカットの駆使でジアップたちはバスに追いつけたのだが、ただ時間どおりなだけだった。
バスの中では、その他の男の子たちが紹介される。仲間のボスは太っちょで乱暴なジャックという少年だった。バス車内で子供たちは学校が終わったら何をして遊ぶか話し合っていた。男の子たちは中華ファンタジーごっこをすることに、女の子たちはままごとで遊ぶことになった。
ジアップが男の子たちと遊ぶためには大きな通りを渡らなければならないのだが、交通事故を恐れ、彼は女の子たちと遊んだ。それがジャックをはじめ他の男の子たちから彼がいじめの的になる原因になった。
ある日、ジャックたちは近所の別集団とサッカーをすることになった。しかし選手が1人足りない。ジアップは偶然そこに出くわし、能力を証明してチームに加えるよう頼んだ。
彼はジャックたちの信頼を得て、仲間に入るためのテストに次々合格していく。しかしそのテストの中にはノイナーとの関係を断つことがあった。端的に言えばそれはノイナーが得意としている、ゴム跳びのゴム紐を切ることだった。ジアップはそうした。
その時を境に、ノイナーはジアップと話すことを拒否した。そしてある日、ジアップはノイナーが引っ越すという話を耳にする。そして、その日、彼女が去る日もまた、ジアップは寝坊し、ノイナーに最後のお別れをいう機会を失った。ジアップはジャックたちを通じて配送用バイクを手に入れ、ノイナーとその家族が引っ越すトラックを追いかけた。しかしオートバイは故障し、トラックを見失った。ジアップは2度とノイナーに会うことはなかった……彼女の結婚式まで。

## 製作
この映画『フェーンチャン ぼくの恋人』の監督は365フィルムの６人であり、このグループはチュラーロンコーン大学コミュニケーション・アート学部映画・写真学科２９期生の映画好き仲間が集まったものである。参加している監督は、コムグリット・ドゥリーウィモン、ウィッタヤー・トーンユーヨン、ニティワット・タラトーン、ソンヨット・スックマークアナン、アディソーン・ドゥリーシリカセーム、ウイッチャー・ゴージウの６人、そして製作としてジラ・マリクン、ヨンユット・トーンゴーントゥン、プラサルー・ウィワッタナーノンポンの３人。
この映画の脚本は、ウィッタヤー・トーンユーヨンがウェブ上に書いた短編「初恋だと君に伝えたい」（原題：อยากบอกเธอรักครั้งแรก）を元に、監督６人全員が協力して書き、後輩の児童雑誌記者アマラポーン・ペンディントーンも執筆に協力した。
映画の題名は、チャートリーというバンドの曲名「フェーンチャン」から来ている。映画の撮影は主にペッチャブリー県で行われた。

## 受賞
- 2003年タイ・スパンナホン賞　監督賞/助演男優賞[3]
- 2003年バンコク映画批評家協会賞　助演男優賞[4]
- 2003年スター・エンタテインメント・アワード 作品賞/監督賞/助演男優賞/脚本賞/撮影賞/編集賞/録音賞[5]

## 備考
- ノイナーの父親役の理容師として登場するプリーチャ・チャナパイ（タイの国民的フォークロックバンド、カラバオのレック・カラバオとしても有名）は、365フィルムのひとり、コムグリット・ドゥリーウィモン監督映画『プアンサニット』にも同じ理髪師役で再登場する。